# Deštenský hřbet
Deštenský hřbet je geomorfologický podokrsek Orlických hor. Nachází se v jejich severní části a ve východní části Královéhradeckého kraje v okresu Rychnov nad Kněžnou. Nejvyšší horou hřbetu je Velká Deštná (1116 m), která je zároveň nejvyšší horou celého pohoří.

## Geomorfologie
Deštenský hřbet náleží do geomorfologického celku Orlické hory, podcelku Deštenská hornatina a okrsku Orlický hřbet. V rámci Orlického hřbetu jej na jihovýchodě odděluje od Kunštátského hřbetu sedlo mezi vrcholy Koruna a Homole a na severozápadě od Vrchmezského hřbetu sedlo mezi vrcholy Malá Deštná a Šerlich. Od Říčských rozsoch ho na západě oddělují údolí Bělé a Zdobnice. Východní svahy spadají do Orlickozáhorské brázdy.
| Geomorfologické členění Orlických hor                                                | Geomorfologické členění Orlických hor | Geomorfologické členění Orlických hor |
| ------------------------------------------------------------------------------------ | ------------------------------------- | --- |
| ČESKÁ VYSOČINA • Krkonošsko-jesenická subprovincie • Orlická oblast                  |                                       | |
| DEŠTENSKÁ HORNATINA                                                                  | Orlický hřbet                         | Olešnický hřbet (bezejmenný, 835 m) Vrchmezský hřbet (Vrchmezí, 1084 m) Deštenský hřbet (Velká Deštná, 1116 m) Kunštátský hřbet (Tetřevec, 1044 m) Anenský hřbet (Anenský vrch, 997 m) |
| DEŠTENSKÁ HORNATINA                                                                  | Orlické rozsochy                      | Zdobnické rozsochy (Karlův vrch, 956 m) Říčské rozsochy (bezejmenný, 910 m) |
| DEŠTENSKÁ HORNATINA                                                                  | Orlickozáhorská brázda                | nečlení se (bezejmenný, 790 m) |
| MLADKOVSKÁ VRCHOVINA                                                                 | Bartošovická vrchovina                | nečlení se (bezejmenný, 704 m) |
| MLADKOVSKÁ VRCHOVINA                                                                 | Pastvinská vrchovina                  | nečlení se (Adam, 766 m) |
| BUKOVOHORSKÁ HORNATINA                                                               | Orličský hřbet                        | Suchovršský hřbet (Suchý vrch, 995 m) Bukovohorský hřbet (Buková hora, 958 m) |
| BUKOVOHORSKÁ HORNATINA                                                               | Výprachtická vrchovina                | nečlení se (Špičák, 799 m) |
| PROVINCIE • Subprovincie • Oblast / Celek / PODCELEK • Okrsek • Podokrsek • (vrchol) |                                       | |

## Vrcholy

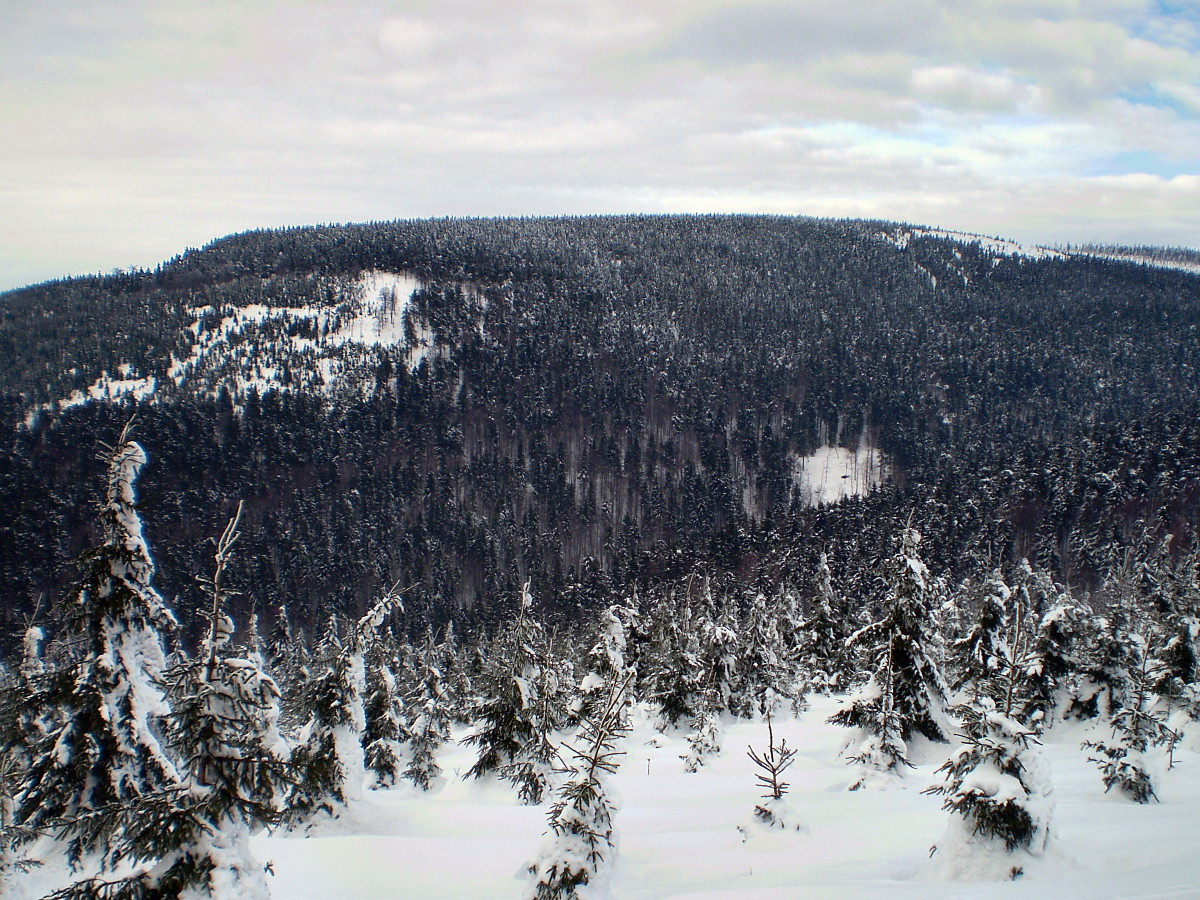
Koruna od jihu

### V hlavním hřbetu
- Velká Deštná (1116 m) – nejvyšší vrchol Orlických hor
- Koruna (1101 m)
- Jelenka (1085 m)
- Malá Deštná (1090 m)

### Boční vrcholy
- Maruša (1043 m)
- Vápenný vrch (953 m) – spočinek, skalní útvar Sfinga chráněný jako přírodní památka
- Zadní hora (929 m) – spočinek

## Vodstvo
Kunštátský hřbet spadá do povodí Divoké Orlice, která protéká pod jeho východními svahy. Tamtéž spadají i říčky Zdobnice a Bělá odvodňující západní svahy. V sedle mezi Velkou a Malou Deštnou se nachází rašeliniště Jelení lázeň, které je chráněno jako přírodní rezervace.

## Vegetace
Převažující hospodářské smrčiny jsou ve většině vrcholového prostoru hřbetu vykáceny. Zbytek přirozeného smíšeného porostu dřevin autochtonní provenience je chráněn v prostoru národní přírodní rezervace Trčkov nacházející se ve východních svazích Velké a Malé Deštné.

## Komunikace
Jedinou silniční komunikací vedoucí přes hřeben Orlických hor v prostoru Deštenského hřbetu je silnice II/311 z Deštného do Orlického Záhoří, která prochází sedlem v jeho severním zakončení. Nachází se zde i parkoviště a místo je významným turistickým východiskem. Jinak je hřbet obsluhován lesními cestami různých kvalit. Hřebenová cesta ze Šerlichu na Zemskou bránu je v celé své délce sledována červeně značenou Jiráskovou cestou a cyklotrasou 4071. Další trasy sestupují ze hřbetu do okolních údolí.

## Stavby

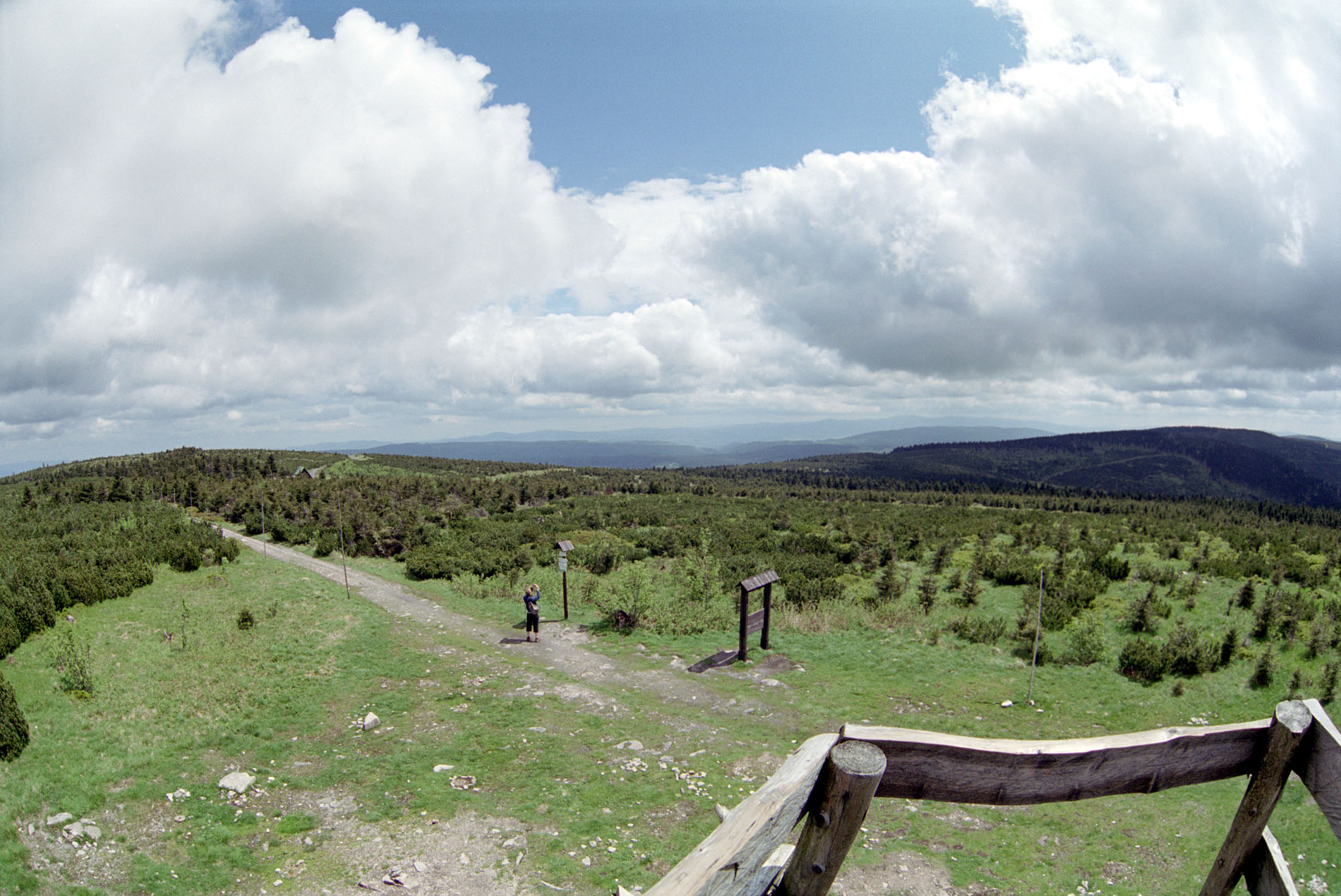
Pohled z rozhledny na Velké Deštné na část Deštenského hřbetu ve směru na jihovýchod

Trvale užívaná zástavba se v prostoru Deštenského hřbetu nenachází. Na vrcholu Velké Deštné stojí jednoduchá dřevěná rozhledna, u nedalekého rozcestí pak nevelký srub horské služby příležitostně provozovaný jako stánek s občerstvením. Po celé délce hřbetu se táhne linie lehkého opevnění vybudovaná před druhou světovou válkou proti nacistickému Německu. Do východního svahu hřbetu stoupá několik lyžařských vleků.